# Европско првенство у џудоу 2007.
Европско првенство у џудоу 2007. је одржано у Београду од 6. до 8. априла.
Такмичења су одржана у Београдској арени, а учествовало преко 550 такмичара из 43 земље.